# Nationaal Veiligheidsadviseur (Verenigde Staten)
De Nationaal Veiligheidsadviseur (Engels: National Security Advisor) van de Verenigde Staten, officieel Assistent van de President voor Veiligheidszaken, is de belangrijkste adviseur van de president van de Verenigde Staten voor nationale veiligheid. De veiligheidsadviseur wordt benoemd door de president zonder bevestiging door de Senaat. De macht en rol van de veiligheidsadviseur varieert per president. In tijden van crisis bemant de veiligheidsadviseur de Situation Room van het Witte Huis en licht de president in over de laatste stand van zaken. Hij maakt deel uit van de Nationale Veiligheidsraad.

## George W. Bush
Oud-veiligheidsadviseur Condoleezza Rice werd in januari 2005 benoemd tot minister van Buitenlandse Zaken van de Verenigde Staten en werd toen opgevolgd door Stephen Hadley.

## Donald Trump
Toen Donald Trump aan de macht kwam, benoemde hij Michael Flynn tot Nationaal Veiligheidsadviseur. Zijn carrière in deze functie was echter van korte duur, doordat bleek dat hij voor de verkiezingen afspraken en beloftes had gemaakt met de Russische inlichtingendienst. Als interim werd Keith Kellogg aangesteld. Robert Harward werd gevraagd als opvolger maar bedankte voor de functie. Op 20 februari werd Herbert McMaster benoemd tot Nationaal Veiligheidsadviseur. Op 22 maart 2018 maakte president Donald Trump bekend dat Herbert McMaster op 9 april 2018 werd vervangen als Nationaal Veiligheidsadviseur door voormalig ambassadeur van de Verenigde Naties John Bolton.

## Lijst van nationaal veiligheidsadviseurs
| Nr.   | Nationaal Veiligheidsadviseur National Security Advisor | Nationaal Veiligheidsadviseur National Security Advisor | Nationaal Veiligheidsadviseur National Security Advisor | Ambtstermijn                                   | Ambtstermijn      | Partij          | President                        | Kabinet     |
| ----- | ------------------------------------------------------- | ------------------------------------------------------- | ------------------------------------------------------- | ---------------------------------------------- | ----------------- | --------------- | -------------------------------- | ----------- |
| 1     |                                                         | Robert Cutler                                           | Robert Cutler (1895–1974)                               | 23 maart 1953                                  | 2 april 1955      | R               | Dwight D. Eisenhower (1953–1961) | Eisenhower  |
| 2     |                                                         | Dillon Anderson                                         | Dillon Anderson (1906–1974)                             | 2 april 1955                                   | 1 september 1956  | D               | Dwight D. Eisenhower (1953–1961) | Eisenhower  |
| 3     |                                                         | William Jackson                                         | William Jackson (1901–1971)                             | 1 september 1956                               | 7 januari 1957    | R               | Dwight D. Eisenhower (1953–1961) | Eisenhower  |
| 4     |                                                         | Robert Cutler                                           | Robert Cutler (1895–1974)                               | 7 januari 1957                                 | 24 juni 1958      | R               | Dwight D. Eisenhower (1953–1961) | Eisenhower  |
| 5     |                                                         | Gordon Gray                                             | Gordon Gray (1909–1982)                                 | 24 juni 1958                                   | 20 januari 1961   | R               | Dwight D. Eisenhower (1953–1961) | Eisenhower  |
| 6     |                                                         | McGeorge Bundy                                          | McGeorge Bundy (1919–1996)                              | 20 januari 1961                                | 28 februari 1966  | R               | John F. Kennedy (1961–1963)      | Kennedy     |
| 6     | Lyndon B. Johnson (1963–1969)                           | McGeorge Bundy                                          | McGeorge Bundy (1919–1996)                              | 20 januari 1961                                | 28 februari 1966  | R               | L. B. Johnson                    |             |
| 7     | Lyndon B. Johnson (1963–1969)                           |                                                         | Walt Whitman Rostow                                     | Walt Whitman Rostow (1916–2003)                | 28 februari 1966  | 20 januari 1969 | L. B. Johnson                    | D           |
| 8     |                                                         | Henry Kissinger                                         | Henry Kissinger (1923–2023)                             | 20 januari 1969                                | 3 november 1975   | R               | Richard Nixon (1969–1974)        | Nixon       |
| 8     | Gerald Ford (1974–1977)                                 | Henry Kissinger                                         | Henry Kissinger (1923–2023)                             | 20 januari 1969                                | 3 november 1975   | R               | Ford                             |             |
| 9     | Gerald Ford (1974–1977)                                 |                                                         | Brent Scowcroft                                         | Lieutenant General Brent Scowcroft (1925–2020) | 3 november 1975   | 20 januari 1977 | Ford                             | R           |
| 10    |                                                         | Zbigniew Brzeziński                                     | Zbigniew Brzeziński (1928–2017)                         | 20 januari 1977                                | 20 januari 1981   | D               | Jimmy Carter (1977–1981)         | Carter      |
| 11    |                                                         | Richard Allen                                           | Richard Allen (1936–2024)                               | 20 januari 1981                                | 30 november 1981  | R               | Ronald Reagan (1981–1989)        | Reagan      |
| [ 5 ] |                                                         | James Nance                                             | James Nance (1921–1999)                                 | 30 november 1981                               | 4 januari 1982    | R               | Ronald Reagan (1981–1989)        | Reagan      |
| 12    |                                                         | William Clark                                           | William Clark (1931–2013)                               | 4 januari 1982                                 | 17 oktober 1983   | R               | Ronald Reagan (1981–1989)        | Reagan      |
| 13    |                                                         | Robert McFarlane                                        | Robert McFarlane (1937–2022)                            | 17 oktober 1983                                | 5 december 1985   | R               | Ronald Reagan (1981–1989)        | Reagan      |
| 14    |                                                         | John Poindexter                                         | Vice Admiral John Poindexter (1936)                     | 5 december 1985                                | 25 november 1986  | R               | Ronald Reagan (1981–1989)        | Reagan      |
| 15    |                                                         | Frank Carlucci                                          | Frank Carlucci (1930–2018)                              | 25 november 1986                               | 23 november 1987  | R               | Ronald Reagan (1981–1989)        | Reagan      |
| 16    |                                                         | Colin Powell                                            | Lieutenant General Colin Powell (1937–2021)             | 23 november 1987                               | 20 januari 1989   | O               | Ronald Reagan (1981–1989)        | Reagan      |
| 17    |                                                         | Brent Scowcroft                                         | Brent Scowcroft (1925–2020)                             | 20 januari 1989                                | 20 januari 1993   | R               | George H.W. Bush (1989–1993)     | G.H.W. Bush |
| 18    |                                                         | Anthony Lake                                            | Anthony Lake (1939)                                     | 20 januari 1993                                | 14 maart 1997     | D               | Bill Clinton (1993–2001)         | Clinton     |
| 19    |                                                         | Sandy Berger                                            | Sandy Berger (1945–2015)                                | 14 maart 1997                                  | 20 januari 2001   | D               | Bill Clinton (1993–2001)         | Clinton     |
| 20    |                                                         | Condoleezza Rice                                        | Condoleezza Rice (1954)                                 | 20 januari 2001                                | 26 januari 2005   | R               | George W. Bush (2001–2009)       | G.W. Bush   |
| 21    |                                                         | Stephen Hadley                                          | Stephen Hadley (1947)                                   | 26 januari 2005                                | 20 januari 2009   | R               | George W. Bush (2001–2009)       | G.W. Bush   |
| 22    |                                                         | James Logan Jones                                       | James Logan Jones (1943)                                | 20 januari 2009                                | 8 oktober 2010    | O               | Barack Obama (2009–2017)         | Obama       |
| 23    |                                                         | Tom Donilon                                             | Tom Donilon (1955)                                      | 8 oktober 2010                                 | 1 juli 2013       | D               | Barack Obama (2009–2017)         | Obama       |
| 24    |                                                         | Susan Rice                                              | Susan Rice (1964)                                       | 1 juli 2013                                    | 20 januari 2017   | D               | Barack Obama (2009–2017)         | Obama       |
| 25    |                                                         | Michael Flynn                                           | Michael Flynn (1958)                                    | 20 januari 2017                                | 13 februari 2017  | D               | Donald Trump (2017–2021)         | Trump I     |
| [ 5 ] |                                                         | Keith Kellogg                                           | Keith Kellogg (1944)                                    | 13 februari 2017                               | 20 februari 2017  | R               | Donald Trump (2017–2021)         | Trump I     |
| 26    |                                                         | Herbert McMaster                                        | Lieutenant General Herbert McMaster (1962)              | 20 februari 2017                               | 9 april 2018      | O               | Donald Trump (2017–2021)         | Trump I     |
| 27    |                                                         | John Bolton                                             | John Bolton (1948)                                      | 9 april 2018                                   | 10 september 2019 | R               | Donald Trump (2017–2021)         | Trump I     |
| [ 5 ] |                                                         | Charles Kupperman                                       | Charles Kupperman (1950)                                | 10 september 2019                              | 18 september 2019 | R               | Donald Trump (2017–2021)         | Trump I     |
| 28    |                                                         | Robert O'Brien                                          | Robert O'Brien (1966)                                   | 18 september 2019                              | 20 januari 2021   | R               | Donald Trump (2017–2021)         | Trump I     |
| 29    |                                                         | Jake Sullivan                                           | Jake Sullivan (1973)                                    | 20 januari 2021                                | 20 januari 2025   | D               | Joe Biden (2021–2025)            | Biden       |
| 30    |                                                         | Michael Waltz                                           | Michael Waltz (1974)                                    | 20 januari 2025                                | 1 mei 2025        | R               | Donald Trump (2025–heden)        | Trump II    |
| [ 5 ] |                                                         | Marco Rubio                                             | Marco Rubio (1971)                                      | 1 mei 2025                                     | heden             | R               | Donald Trump (2025–heden)        | Trump II    |

## Lijst van adjunct-nationaal veiligheidsadviseurs
| Nr.    | Adjunct-Nationaal Veiligheidsadviseur Deputy National Security Advisor | Adjunct-Nationaal Veiligheidsadviseur Deputy National Security Advisor | Adjunct-Nationaal Veiligheidsadviseur Deputy National Security Advisor | Ambtstermijn              | Ambtstermijn      | Partij            | President                    | Kabinet     |
| ------ | ---------------------------------------------------------------------- | ---------------------------------------------------------------------- | ---------------------------------------------------------------------- | ------------------------- | ----------------- | ----------------- | ---------------------------- | ----------- |
| 1      |                                                                        | Walt Whitman Rostow                                                    | Walt Whitman Rostow (1916–2003)                                        | 20 januari 1961           | 5 december 1961   | D                 | John F. Kennedy (1961–1963)  | Kennedy     |
| 2      |                                                                        |                                                                        | Carl Kaysen (1920–2010)                                                | 5 december 1961           | 30 december 1963  | D                 | John F. Kennedy (1961–1963)  | Kennedy     |
| 2      |                                                                        | Lyndon B. Johnson (1963–1969)                                          | Carl Kaysen (1920–2010)                                                | 5 december 1961           | 30 december 1963  | D                 | L. B. Johnson                |             |
| Vacant |                                                                        | Lyndon B. Johnson (1963–1969)                                          |                                                                        |                           |                   |                   | L. B. Johnson                |             |
| 3      |                                                                        | Lyndon B. Johnson (1963–1969)                                          | Robert Komer                                                           | Robert Komer (1922–2000)  | 20 januari 1965   | 20 november 1965  | L. B. Johnson                | D           |
| 4      |                                                                        | Lyndon B. Johnson (1963–1969)                                          |                                                                        | Francis Bator (1925–2018) | 20 november 1965  | 27 september 1967 | L. B. Johnson                | D           |
| Vacant |                                                                        | Lyndon B. Johnson (1963–1969)                                          |                                                                        |                           |                   |                   | L. B. Johnson                |             |
| 5      |                                                                        | Richard Allen                                                          | Richard Allen (1936–2024)                                              | 20 januari 1969           | 15 oktober 1969   | R                 | Richard Nixon (1969–1974)    | Nixon       |
| Vacant |                                                                        |                                                                        |                                                                        |                           |                   |                   | Richard Nixon (1969–1974)    | Nixon       |
| 6      |                                                                        | Alexander Haig                                                         | Major General Alexander Haig (1924–2010)                               | 1 juni 1970               | 3 januari 1973    | O                 | Richard Nixon (1969–1974)    | Nixon       |
| 7      |                                                                        | Brent Scowcroft                                                        | Lieutenant General Brent Scowcroft (1925–2020)                         | 3 januari 1973            | 3 november 1975   | O (1973–75)       | Richard Nixon (1969–1974)    | Nixon       |
| 7      |                                                                        | Brent Scowcroft                                                        | Lieutenant General Brent Scowcroft (1925–2020)                         | 3 januari 1973            | 3 november 1975   | O (1973–75)       | Gerald Ford (1974–1977)      | Ford        |
| 7      | R (1975)                                                               | Brent Scowcroft                                                        | Lieutenant General Brent Scowcroft (1925–2020)                         | 3 januari 1973            | 3 november 1975   |                   | Gerald Ford (1974–1977)      | Ford        |
| 8      |                                                                        |                                                                        | William Hyland (1929–2008)                                             | 3 november 1975           | 20 januari 1977   | R                 | Gerald Ford (1974–1977)      | Ford        |
| 9      |                                                                        |                                                                        | David Aaron (1938)                                                     | 20 januari 1977           | 20 januari 1981   | D                 | Jimmy Carter (1977–1981)     | Carter      |
| 10     |                                                                        | James Nance                                                            | James Nance (1921–1999)                                                | 20 januari 1981           | 4 april 1982      | R                 | Ronald Reagan (1981–1989)    | Reagan      |
| 11     |                                                                        | Robert McFarlane                                                       | Robert McFarlane (1937–2022)                                           | 4 april 1982              | 17 oktober 1983   | R                 | Ronald Reagan (1981–1989)    | Reagan      |
| 14     |                                                                        | John Poindexter                                                        | Vice Admiral John Poindexter (1936)                                    | 17 oktober 1983           | 5 december 1985   | R                 | Ronald Reagan (1981–1989)    | Reagan      |
| 15     |                                                                        |                                                                        | Donald Fortier (1947–1986)                                             | 5 december 1985           | 3 maart 1986      | R                 | Ronald Reagan (1981–1989)    | Reagan      |
| 16     |                                                                        | John Poindexter                                                        | Peter Rodman (1943–2008)                                               | 3 maart 1986              | 16 december 1986  | R                 | Ronald Reagan (1981–1989)    | Reagan      |
| 17     |                                                                        | Colin Powell                                                           | Lieutenant General Colin Powell (1937–2021)                            | 16 december 1986          | 23 november 1987  | O                 | Ronald Reagan (1981–1989)    | Reagan      |
| 18     |                                                                        | John Negroponte                                                        | John Negroponte (1939)                                                 | 23 november 1987          | 20 januari 1989   | R                 | Ronald Reagan (1981–1989)    | Reagan      |
| 19     |                                                                        | Robert Gates                                                           | Robert Gates (1943)                                                    | 20 januari 1989           | 6 november 1991   | R                 | George H.W. Bush (1989–1993) | G.H.W. Bush |
| 20     |                                                                        | Jonathan Howe                                                          | Admiral Jonathan Howe (1935)                                           | 6 november 1991           | 20 januari 1993   | R                 | George H.W. Bush (1989–1993) | G.H.W. Bush |
| 21     |                                                                        | Sandy Berger                                                           | Sandy Berger (1945–2015)                                               | 20 januari 1993           | 14 maart 1997     | D                 | Bill Clinton (1993–2001)     | Clinton     |
| 22     |                                                                        | Jim Steinberg                                                          | Jim Steinberg (1953)                                                   | 14 maart 1997             | 20 januari 2001   | D                 | Bill Clinton (1993–2001)     | Clinton     |
| 23     |                                                                        | Stephen Hadley                                                         | Stephen Hadley (1947)                                                  | 20 januari 2001           | 26 januari 2005   | R                 | George W. Bush (2001–2009)   | G.W. Bush   |
| 24     |                                                                        | Jack Crouch                                                            | Jack Crouch (1958)                                                     | 26 januari 2005           | 7 mei 2007        | R                 | George W. Bush (2001–2009)   | G.W. Bush   |
| Vacant |                                                                        |                                                                        |                                                                        |                           |                   |                   | George W. Bush (2001–2009)   | G.W. Bush   |
| 25     |                                                                        | Jim Jeffrey                                                            | Jim Jeffrey (1946)                                                     | 1 augustus 2007           | 2 december 2008   | R                 | George W. Bush (2001–2009)   | G.W. Bush   |
| Vacant |                                                                        |                                                                        |                                                                        |                           |                   |                   | George W. Bush (2001–2009)   | G.W. Bush   |
| 26     |                                                                        | Tom Donilon                                                            | Tom Donilon (1955)                                                     | 20 januari 2009           | 8 oktober 2010    | D                 | Barack Obama (2009–2017)     | Obama       |
| 27     |                                                                        | Denis McDonough                                                        | Denis McDonough (1969)                                                 | 8 oktober 2010            | 20 januari 2013   | D                 | Barack Obama (2009–2017)     | Obama       |
| 28     |                                                                        | Antony Blinken                                                         | Antony Blinken (1962)                                                  | 20 januari 2013           | 20 januari 2015   | D                 | Barack Obama (2009–2017)     | Obama       |
| 29     |                                                                        | Avril Haines                                                           | Avril Haines (1969)                                                    | 20 januari 2015           | 20 januari 2017   | D                 | Barack Obama (2009–2017)     | Obama       |
| 30     |                                                                        | K.T. McFarland                                                         | K.T. McFarland (1951)                                                  | 20 januari 2017           | 17 mei 2017       | R                 | Donald Trump (2017–2021)     | Trump I     |
| 31     |                                                                        | Ricky Waddell                                                          | Major General Ricky Waddell (1959)                                     | 17 mei 2017               | 15 mei 2018       | O                 | Donald Trump (2017–2021)     | Trump I     |
| 32     |                                                                        | Mira Ricardel                                                          | Mira Ricardel (1960)                                                   | 15 mei 2018               | 14 november 2018  | R                 | Donald Trump (2017–2021)     | Trump I     |
| Vacant |                                                                        |                                                                        |                                                                        |                           |                   |                   | Donald Trump (2017–2021)     | Trump I     |
| 33     |                                                                        | Charles Kupperman                                                      | Charles Kupperman (1950)                                               | 10 januari 2019           | 22 september 2019 | R                 | Donald Trump (2017–2021)     | Trump I     |
| 34     |                                                                        | Matthew Pottinger                                                      | Matthew Pottinger (1973)                                               | 22 september 2019         | 6 januari 2021    | R                 | Donald Trump (2017–2021)     | Trump I     |
| Vacant |                                                                        |                                                                        |                                                                        |                           |                   |                   | Donald Trump (2017–2021)     | Trump I     |
| 35     |                                                                        | Jonathan Finer                                                         | Jonathan Finer (1976)                                                  | 20 januari 2021           | 20 januari 2025   | D                 | Joe Biden (2021–2025)        | Biden       |
| 34     |                                                                        | Alex Wong                                                              | Alex Wong (1980)                                                       | 20 januari 2025           | 1 mei 2025        | R                 | Donald Trump (2025–heden)    | Trump II    |
| Vacant |                                                                        |                                                                        |                                                                        |                           |                   |                   | Donald Trump (2025–heden)    | Trump II    |